# Lista campionilor mondiali la patinaj artistic

## A
- Tenley Albright
- Jeannette Altwegg
- Miki Andō
- Marina Wjatscheslawowna Anissina
- Shizuka Arakawa
- Ilja Isjaslawowitsch Awerbuch

## B
- Sabine Baeß
- Ernst Baier
- Oksana Bajul
- Ria Baran
- Pierre Baugniet
- Hans-Jürgen Bäumler
- Ljudmila Jewgenjewna Beloussowa
- Jelena Wiktorowna Bereschnaja
- Alfred Berger
- Natalja Filimonowna Bestemjanowa
- Jacqueline du Bief
- Denise Biellmann
- Willy Böckl
- Norris Bowden
- Isabelle Brasseur
- Kurt Browning
- Andrée Brunet
- Pierre Brunet
- Heinrich Burger
- Petra Burka
- Gundi Busch
- Andrei Wassiljewitsch Buschkow
- Richard Button
- Marija Wiktorowna Butyrskaja

## C
- Alain Calmat
- Chen Lu
- Cecilia Colledge

## D
- Frances Dafoe
- Emmerich Danzer
- Albena Denkowa
- Sjoukje Dijkstra
- Artur Walerjewitsch Dmitrijew
- Isabelle Duchesnay
- Paul Duchesnay

## E
- Lloyd Eisler
- Todd Eldredge
- Helena Engelmann
- Christine Errath

## F
- Paul Falk
- Peggy Fleming
- Bernard Ford
- Linda Fratianne
- Gilbert Fuchs

## G
- Hans Gerschwiler
- Alain Giletti
- Jekaterina Alexandrowna Gordejewa
- Gillis Grafström
- Henning Grenander
- Sergei Michailowitsch Grinkow
- Oksana Wladimirowna Grischtschuk

## H
- Dorothy Hamill
- Scott Hamilton
- Yuzuru Hanyu]]
- Carol Heiss
- Sonja Henie
- Maxi Herber
- Jan Hoffmann
- Anna Hübler
- Gustav Hügel

## I
- Midori Itō

## J
- Donald Jackson
- Alexei Konstantinowitsch Jagudin
- Walter Jakobsson
- Ludowika Jakobsson
- Maria Jelinek
- Otto Jelinek
- Marina Jelzowa
- David Jenkins
- Hayes Alan Jenkins
- James H. Johnson
- Phyllis Johnson
- Brian Joubert

## K
- Fritz Kachler
- Otto Kaiser
- Gennadi Michailowitsch Karponossow
- Karol E. Kennedy
- Marika Kilius
- Kim Yu-na
- Ede Király
- Marina Wladimirowna Klimowa
- Roman Sergejewitsch Kostomarow
- Wladimir Nikolajewitsch Kowaljow
- Lily Kronberger
- Angelica Krilova
- Michelle Kwan

## L
- Stéphane Lambiel
- Micheline Lannoy
- Dianne de Leeuw
- Natalja Wladimirowna Linitschuk
- Tara Lipinski
- Irina Wiktorowna Lobatschowa

## M
- Karen Magnussen
- Maxim Wiktorowitsch Marinin
- Paul Martini
- Donald McPherson
- Kimmie Meissner
- Opika von Méray Horváth
- Natalja Jewgenjewna Mischkutjonok
- Scott Moir

## N
- Tatjana Alexandrowna Nawka
- Ondrej Nepela
- Jennifer Nicks
- John Nicks

## O
- Kurt Oppelt
- Brian Orser
- Oleg Wladimirowitsch Owsjannikow

## P
- Pang Qing
- Robert Paul
- Gwendal Peizerat
- David Pelletier
- Viktor Petrenko
- Marija Igorewna Petrowa
- Jewgeni Arkadjewitsch Platow
- Jewgeni Wiktorowitsch Pljuschtschenko
- Sergei Wladilenowitsch Ponomarenko
- Anett Pötzsch-Rauschenbach
- Oleg Alexejewitsch Protopopow

## R
- Krisztina Regőczy
- Irina Konstantinowna Rodnina
- Eva Romanová
- Emilie Rotter

## S
- Alexander Gennadijewitsch Saizew
- Ulrich Salchow
- Jamie Salé
- András Sallay
- Yuka Satō
- Aljona Savchenko
- Sergei Semjonowitsch Schachrai
- Lilly Scholz
- Beatrix Schuba
- Sissy Schwarz
- Barbara Ann Scott
- Gabriele Seyfert
- Graham Sharp
- Shen Xue
- Anton Tarieljewitsch Sicharulidse
- Irina Eduardowna Sluzkaja
- Maxim Stawiski
- Ingo Steuer
- Rosalynn Sumners
- Madge Syers-Cave
- Herma Szabo
- Robin Szolkowy
- László Szollás

## T
- Daisuke Takahashi
- Megan Taylor
- Tassilo Thierbach
- Alexei Wladimirowitsch Tichonow
- Tong Jian
- Tatjana Iwanowna Totmjanina
- Diane Towler
- Jill Trenary
- Marina Jewgenjewna Tscherkassowa

## U
- Alexei Nikolajewitsch Ulanow
- Barbara Underhill

## V
- Tessa Virtue
- Alena Vrzáňová

## W
- Barbara Wagner
- Jelena Alexandrowna Walowa
- Oleg Kimowitsch Wassiljew
- Katarina Witt
- Tim Wood
- Mandy Wötzel

## Y
- Kristi Yamaguchi

## Z
- Elaine Zayak
- Zhao Hongbo